# Fissidens pseudopallidus
Fissidens pseudopallidus är en bladmossart som beskrevs av Stone 1987. Fissidens pseudopallidus ingår i släktet fickmossor, och familjen Fissidentaceae. Inga underarter finns listade i Catalogue of Life.